# Carlo Del Bravo
Carlo Del Bravo (San Casciano in Val di Pesa, 16 luglio 1935 – Firenze, 12 agosto 2017) è stato uno storico dell'arte italiano.

## Biografia

### Formazione e carriera
Nato a San Casciano in Val di Pesa nel 1935, dopo gli studi superiori, si forma con Roberto Longhi presso l'Università degli Studi di Firenze discutendo nel 1959 una tesi su Liberale da Verona. Nello stesso anno inizia a insegnare, prima presso il Magistero d'arte all'Istituto d'Arte di Firenze, poi, dal 1966, come assistente volontario di Roberto Salvini presso le Facoltà di Architettura. Infine dal 1969 ha insegnato presso la Facoltà di Lettere e Filosofia dell'ateneo fiorentino, dove dall'anno accademico 1981-1982 ricopre il ruolo di professore ordinario di Storia dell'arte moderna fino al pensionamento, nel 2008, terminato con la nomina ad Emerito nel 2011.
È stato borsista presso Villa I Tatti, sede fiorentina dell'Università di Harvard, presso cui ha compiuto ricerche che sarebbero poi confluite nel volume La scultura senese del Quattrocento, edito nel 1970. È stato anche visiting professor all'Università di Princeton. Per molti anni, inoltre, è stato membro della commissione per la valutazione e le nuove acquisizioni della Galleria d'Arte Moderna di Palazzo Pitti di Firenze, all'interno della quale ha promosso, tra gli altri, l’acquisto di disegni di Pietro Benvenuti, del Paesaggio a Grizzana di Giorgio Morandi, e della stele marmorea di Lorenzo Bartolini.
Dal 1989 fino alla scomparsa ha diretto, insieme con Carlo Sisi e Anna Maria Petrioli Tofani, la rivista «Artista, critica d'arte in Toscana», da lui stesso fondata.
È morto a Firenze il 12 agosto 2017.

### Metodologia e interessi di studio
Nella sua lunga attività di ricerca e studio, che ha coperto un arco temporale di quasi sessant'anni, si è occupato di moltissimi artisti, spaziando dal XV al XXI secolo.
In principio la sua impostazione metodologica risente profondamente della lezione del suo maestro. Nei suoi primi studi, pubblicati principalmente su riviste quali «Paragone» e «Pantheon» durante gli anni Sessanta, egli partecipa alla riscoperta del Seicento fiorentino e senese, animata soprattutto da Mina Gregori, con studi su pittori come Carlo Dolci, Jacopo Vignali, Giovanni Martinelli, Bernardino Mei, Rutilio Manetti e Cristofano Allori, e allo stesso tempo porta avanti ricerche su artisti del Rinascimento come Liberale da Verona e Francesco Morone. Fra la fine dello stesso decennio e l'inizio di quello successivo, i suoi interessi si rivolgono al Purismo e alla Pittura Accademica, specialmente di ambito toscano, con lo studio di artisti del XIX secolo come Luigi Mussini, Pietro Benvenuti, Giuseppe Bezzuoli, Antonio Ciseri, Amos Cassioli, Angelo Visconti, Alessandro Franchi, Luigi Sabatelli e lo scultore Lorenzo Bartolini. A questi artisti dedica vari saggi pubblicati su riviste, ma anche alcune mostre, tra cui Artisti toscani contemporanei di Ingres, una sezione dell'esposizione Ingres e Firenze, allestita nella città toscana nel 1968, la personale Pietro Benvenuti 1769-1844, tenutasi ad Arezzo nel 1969, e Disegni italiani del XIX secolo, al Gabinetto dei disegni e delle stampe degli Uffizi, nel 1971.
Nella seconda metà degli anni Settanta si assiste a un cambiamento significativo nella sua impostazione metodologica. In questo periodo, infatti, si allontana dall'impostazione longhiana adottando un nuovo metodo basato sull'analogia fra testo letterario e immagine. Tra la fine degli anni Settanta e l'inizio degli Ottanta, passa ad uno studio di tipo iconologico delle opere d'arte, con lo scopo di ricostruire e comprendere, storicisticamente, i singoli pensieri dei vari artisti di cui si occupa. 
Da questo momento i suoi interessi si rivolgono parallelamente sia ad argomenti più recenti sia a quelli storici. Per quanto riguarda il primo ambito, si dedica in particolare a tematiche in quel momento poco battute, come l'arte figurativa, ovvero legata alla tradizione della cultura classica, dell'Ottocento e del Novecento, in Italia e in Europa, di cui sono testimonianza, tra gli altri, i saggi Sculture italiane 1920-1940, del 1981, sulla plastica di figura negli anni tra le due guerre; e Centenario, del 1993, sul dibattito teorico e artistico in Francia tra gli anni Ottanta e Novanta dell'Ottocento. Non mancano tuttavia anche saggi critici e presentazioni di mostre dedicati ad artisti a lui contemporanei, di cui è stato spesso committente, tra cui lo scultore Bruno Innocenti, i pittori Giovanni Colacicchi, Rodolfo Meli, Renzo Dotti, e il fotografo Alessandro Sardelli. 
Per quanto concerne gli argomenti tra il XV e il XVIII secolo, sono numerosi gli artisti di cui si interessa in questi anni. Tra i saggi più significativi di questo periodo si ricordano Scale di immaginazioni, del 1992, dedicato allo studio dei significati dei grandi cicli di decorazione pittorica e plastico-scultorea tra Cinquecento e Seicento; e quelli dedicati a Michelangelo, tra cui: Breve commento alla volta Sistina, del 1996, Intorno al "Giudizio", del 2000, e La bellezza dei "Duchi" in Michelangelo, del 2002.
Per i suoi studi si avvalse sempre di fotografie, da lui stesso eseguite o appositamente fatte scattare secondo punti di vista nuovi e inconsueti, nella convinzione che esse fossero «la forma visiva dell'interpretazione critica dei testi figurativi».

## La collezione d'arte, la fototeca e la diateca
Oltre che studioso e docente, è anche un raffinato collezionista e committente di opere d'arte come dimostra la sua raccolta privata, donata alle Gallerie degli Uffizi dopo la sua scomparsa, che comprende opere di pittura, scultura, disegno, grafica, fotografia e arte decorativa, dall'antichità classica al XXI secolo. La raccolta, composta in prevalenza da opere di soggetto figurativo e principalmente di volti e ritratti, rispecchia appieno gli interessi culturali dello studioso e le sue frequentazioni del mondo artistico.
Particolarmente significativo è, inoltre, il lascito all'Università degli studi di Firenze della sua diateca, la raccolta delle diapositive impiegate per le sue lezioni e della sua fototeca, composta in prevalenza da fotografie usate come materiale ausiliario per lo studio.

## Opere

### Raccolte di saggi
- Carlo Del Bravo, Le risposte dell'arte, Firenze, Sansoni, 1985.
- Carlo Del Bravo, Bellezza e pensiero, Firenze, Le Lettere, 1997.
- Carlo Del Bravo, Intese sull'arte, Firenze, Le Lettere, 2008.

### Monografie
- Carlo Del Bravo, Scultura senese del Quattrocento, Firenze, Edam, 1970.

### Cataloghi di mostre
- Mathieu Mèras e Carlo Del Bravo (a cura di), Ingres e Firenze: con una sezione dedicata agli artisti toscani contemporanei di Ingres, catalogo della mostra (Firenze, Orsanmichele, 17 luglio-20 agosto 1968), Firenze 1968.
- Carlo Del Bravo (a cura di), Pietro Benvenuti 1769-1844. Mostra di opere inedite nel secondo centenario della nascita, catalogo della mostra (Arezzo, Galleria Comunale d'Arte Contemporanea, settembre 1969), Firenze 1969.
- Carlo Del Bravo (a cura di), Disegni italiani del XIX secolo, catalogo della mostra (Firenze, Gabinetto dei Disegni e delle Stampe 1971), Firenze 1971.
- Clarice Innocenti (catalogo e inventario), Alessandro Franchi, disegni restaurati della Pinacoteca di Prato, a cura di Carlo Del Bravo, catalogo della mostra (Prato, Galleria di Palazzo Pretorio 29 aprile-23 maggio 1976), Firenze 1976.
- Carlo Del Bravo (a cura di), Il genio di Lorenzo Bartolini, catalogo della mostra (Prato, dicembre 1977-febbraio 1978), Firenze 1977.
- Carlo Del Bravo (a cura di), Mostra di Renzo Dotti, catalogo della mostra (Carpi, Museo Civico Giulio Ferrari, 20 aprile-04 maggio 1980), Carpi 1980.
- Carlo Del Bravo (a cura di), Francesco Mochi. Fotografato da Marcello Bertoni su indicazioni di Carlo Del Bravo, catalogo della mostra (Montevarchi 1981), Montevarchi 1981.
- Luana Cappugi (schede), Bruno Innocenti, disegni e sculture, a cura di Carlo Del Bravo, catalogo della mostra (Firenze, Accademia delle Arti e del Disegno, 22 marzo-21 aprile 1985), Firenze 1985.
- Carlo Del Bravo (a cura di), Rodolfo Meli, catalogo della mostra (Firenze, Galleria Il Bisonte, 15 aprile-13 maggio 1994), Firenze 1994.